# Maximilià de Hohenberg
Maximilià de Hohenberg, I duc de Hohenberg (Viena 1902 - 1962). Fou el primer duc de Hohenberg, amb el tractament d'altesa sereníssima, ja que, arran del casament morganàtic dels seus pares, quedà exclòs de la successió a la Corona d'Àustria.
Nascut al Palau del Belvedere de Viena el dia 29 de setembre de l'any 1902, essent fill de l'arxiduc Francesc Ferran d'Àustria i l'aristòcrata d'origen bohemi Sofia Chotek von Chotkowa. Maximilià era net per via paterna de l'arxiduc Carles Lluís d'Àustria i de la princesa Maria de l'Anunciació de Borbó-Dues Sicílies.
Les lleis matrimonial de la Casa d'Àustria i de la família d'Habsburg prohibien explícitament el matrimoni morganàtic i condemnaven a aquell que el practiqués a l'exclusió del tron de tota la seva descendència. Aquest fou el cas de l'arxiduc Francesc Ferran en casar-se amb una aristòcrata bohèmia. La descendència de Francesc Ferran quedà condemanada a portar el títol de prínceps de Hohenberg amb el tractament d'altesa sereníssima perdent d'aquesta forma, tots els seus títols com arxiducs d'Àustria.
Maximilià quedà orfe a l'edat de dotze anys després de l'assassinat dels seus pares a Sarajevo, atemptat que causaria l'inici de la Primera Guerra Mundial. Maximilià i els seus germans, els prínceps Sofia de Hohenberg i Ernest August de Hohenberg quedaren sota la protecció del seu oncle, el príncep Jaroslav von Thun und Hohenstein i s'instal·laren a les propietats de la família Hohenberg a Bohèmia.
Acabada la Primera Guerra Mundial l'any 1918, la major part de les enormes propietats que la família imperial d'Àustria posseïen a Bohèmia foren confiscades per la república de Txecoslovàquia i d'aquesta forma la fortuna dels Hohenberg quedà substancialment menguada.
Instal·lats al Castell d'Artstetten a Àustria, Maximilià es casà amb la comtessa Elisabetha Bona von Waldburg zu Wolfegg el dia 16 de novembre de l'any 1926. La parella va tenir 6 fills: 
- SAS el príncep Francesc Ferran de Hoheberg, nat el 1927 al Castell d'Artstetten. Es casà amb la princesa Elisabet de Luxemburg el 1956 a Luxemburg.
- SAS el príncep Jordi Frederic de Hohenberg, nat el 1929 al Castell d'Artstetten. Es casà el 1960 a Viena amb la princesa Elionor von Auersperg-Breunner.
- SAS el príncep Albert de Hohenberg, nat el 1931 al Castell d'Artstetten. Es casà el 1962 a Viena amb la duquessa Leontine von Cassis-Faraone, d'origen neerlandès.
- SAS el príncep Joan Andreu de Hohenberg, nat el 1933 al Castell d'Artstetten. Es casà amb l'aristòcrata Elisabet de Meilinger-Rehrl a Salzburg el 1969.
- SAS el príncep Pere Frederic de Hohenberg, nat el 1936 al Castell d'Artstetten. Es casà el 1970 a Salzburg amb l'aristòcrata Cristina Meilinger-Rehrl.
- SAS el príncep Gerard de Hohenberg, nat el 1941 a Viena.

Ja l'any 1934 el duc de Hohenberg es manifestà obertament contrari a l'annexió d'Àustria a Alemanya i molt especialment al règim nacionalsocialista i a la persona d'Adolf Hitler.

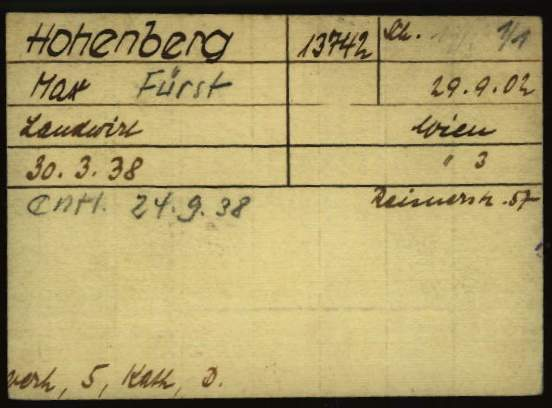
Targeta de registre de Maximilian Hohenberg com a pres al camp de concentració nazi de Dachau

D'aquesta forma, l'any 1938, coincidint amb l'annexió d'Àustria a Alemanya, tropes nacionalsocialistes arribaren al Castell d'Artstetten i arrestaren a la família Hoheberg que fou traslladada al camp de concentració de Dachau a Baviera. Durant el captiveri dels Hohenberg, totes les seves propietats foren expropiades pel règim nacionalsocialista i únicament, l'any 1945, els foren retornades.
Al llarg de set anys els Hohenberg foren mantinguts amb secret al camp de concentració de Dachau, únicament quan les tropes estatunidenques alliberaren el camp de concentració, els Hohenberg esdevingueren de nou lliures i pogueren retornar a Àustria. Pocs foren els casos de persones vinculades amb les antigues família reials alemanyes que foren fets presoners pels alemanys des de tan aviat.
Maximilià, molt especialment, però tota la seva família, patiren al llarg de la seva vida importants seqüeles físiques. El duc de Hohenberg morí l'any 1962 a Viena a l'edat de 60 anys com un símbol de la resistència democràtica a Àustria.